# کدانی‌ور
کدانی‌ور (انگلیسی: Codeanywhere) شرکت نرم‌افزار آمریکایی است، که در سال ۲۰۱۳ تأسیس شد.